# Alcyonium robustum
Alcyonium robustum is een zachte koraalsoort uit de familie Alcyoniidae. De koraalsoort komt uit het geslacht Alcyonium. Alcyonium robustum werd in 1976 voor het eerst wetenschappelijk beschreven door Utinomi. 